# رودريغو مارانهاو
رودريغو مارانهاو (بالبرتغالية: Rodrigo Maranhão‏) هو لاعب كرة قدم برازيلي في مركز الهجوم، ولد في 11 ديسمبر 1992 في مارانهاو في البرازيل. لعب مع Sukhothai F.C. ‏.

## وصلات خارجية
- رودريغو مارانهاو على موقع رابطة كرة القدم اليابانية للمحترفين (اليابانية)
- رودريغو مارانهاو على موقع دوري كوريا الجنوبية (الإنجليزية)
- رودريغو مارانهاو على موقع Soccerway.com (الإنجليزية)
- رودريغو مارانهاو على موقع عالم كرة القدم.نت (الإنجليزية)